# St. Laurentius (Thurnsberg)

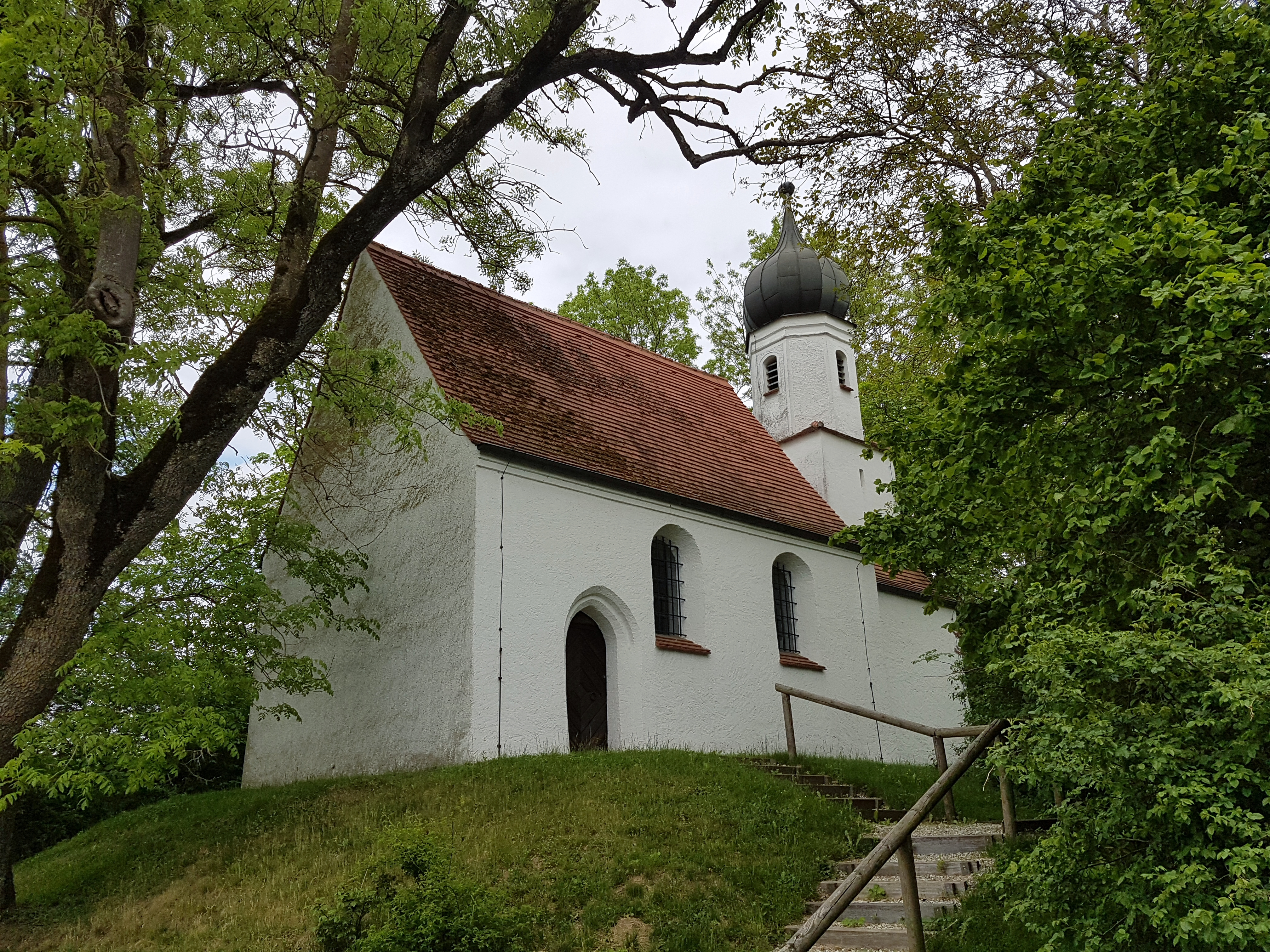
St. Laurentius in Thurnsberg

Die römisch-katholische Filialkirche St. Laurentius steht in Thurnsberg, einem Gemeindeteil von Kranzberg im oberbayerischen Landkreis Freising. Sie ist in der Liste der Baudenkmäler in Kranzberg unter der Nr. D-1-78-137-32 eingetragen. Die Kirche gehört zum Dekanat Freising im Erzbistum München und Freising.

## Beschreibung
Die gotische Saalkirche wurde um 1760/70 barock verändert. Sie besteht aus dem barockisierten Langhaus und dem Chorturm im Osten, dessen achteckiges Obergeschoss den Glockenstuhl enthält und der mit einer Zwiebelhaube bedeckt ist.
Der Chorraum im Turm besitzt einen leicht eingezogenen apsisartigen Abschluss. Im Retabel des Hochaltars steht eine aus dem Umkreis Ignaz Günthers stammende Statue des heiligen Laurentius von Rom. Das Retabel des nördlichen Nebenaltars zeigt eine im beginnenden 17. Jahrhundert geschaffene Skulptur des heiligen Markus, in dem des südlichen Nebenaltars befindet sich eine Muttergottesdarstellung aus der Zeit um 1510.